# Barad-dûr
Barad-dûr je bila trdnjava, ki jo je dal zgraditi Sauron v drugem zemeljskem veku s pomočjo Edinega prstana. Njena gradnja je trajala 600 let. Bila je največja trdnjava zgrajena od padca Angbanda. Vanjo je Sauron prelil veliko svoje moči. Po sedmih letih obleganja Zadnjega zavezništva, in po Sauronovem porazu je bila uničena. Vendar so, ker Isildur ni uničil prstana, temelji Barad-dûrja ostali celi, zato je Sauron čez 1000 let trdnjavo lahko ponovno zgradil, obstajal je kot ognjeno oko na najvišjem stolpu. Ko je bil na koncu tretjega zemeljskega veka Edini prstan uničen, je bil z njim uničen tudi Barad-dûr, saj je Barad-dûrjeva konstrukcija temeljila na Prstanovi moči. 